# Svatby podle Mary
Svatby podle Mary (v anglickém originále The Wedding Planner) je americký romantický komediální film z roku 2001. Režie se ujal Adam Shankman a scénáře Michael Ellis a Pamela Falk. Hlavní role hrají Jennifer Lopez a Matthew McConaughey.

## Obsazení
- Jennifer Lopez jako Mary Fiore
- Matthew McConaughey jako Dr. Steven James 'Steve/Eddie' Edison
- Bridgette Wilson-Sampras jako Fran Donolly
- Justin Chambers jako Massimo Bulut Lenzetti
- Judy Greer jako Penny Nicholson
- Alex Rocco jako Salvatore Fiore
- Joanna Gleason jako paní John Robert Donolly
- Charles Kimbrough jako pan John Robert Donolly
- Kevin Pollak jako Dr. John Dojny
- Fred Willard jako Basil St. Mosely
- Lou Myers jako Burt Weinberg
- Frances Bay jako Dottie
- Kathy Najimy jako Geri
- Greg Lauren jako Keith
- Magali Amadei jako Wendy

## Produkce
Původně měli Mary a Steve hrát Jennifer Love Hewitt a Brendan Fraser. Dvojice byla nahrazena Sarah Michelle Gellar a Freddiem Prinze Jr. I ti nakonec od projektu museli odejít a nahradili je Lopez a McConaughey.

## Přijetí

### Tržby
Film vydělal 60 milionů dolarů v Severní Americe a Kanadě a 34 milionů dolarů v ostatních oblastech, celkově tak vydělal 94,7 milionů dolarů po celém světě. Rozpočet filmu činil 35 milionů dolarů. Za první víkend docílil nejvyšší návštěvnosti, kdy vydělal 13,5 milionů dolarů.

### Recenze
Na recenzní stránce Rotten Tomatoes získal ze 104 započtených recenzí 16 procent s průměrným ratingem 3,9 bodů z deseti. Na serveru Metacritic snímek získal z 29 recenzí 33 bodů ze sta. Na Česko-Slovenské filmové databázi snímek získal 48 procent.

### Ocenění a nominace
Jennifer Lopez získal nominaci na Zlatou malinu v kategorii nejhorší herečka.